# Chinesisch-nordkoreanische Beziehungen
Die chinesisch-nordkoreanischen Beziehungen bezeichnen die zwischenstaatlichen Beziehungen zwischen der Volksrepublik China und der Demokratischen Volksrepublik Nordkorea (Nordkorea). Beide Staaten gehören zu den letzten nominal kommunistischen Staaten und die Volksrepublik intervenierte unter Mao Zedong auf der Seite Nordkoreas im Koreakrieg. China und Nordkorea haben 1961 einen Vertrag über gegenseitige Hilfe und Zusammenarbeit unterzeichnet, der derzeit der einzige gegenseitige Verteidigungspakt ist, den beide Länder mit anderen Staaten geschlossen haben. China fungiert so bis heute als Schutzmacht der Kim-Dynastie Nordkoreas und gilt neben Russland als dessen einziger Verbündeter. Da China kein Interesse an einer weiteren atomaren Aufrüstung in Nordostasien hat, traten durch das nordkoreanische Kernwaffenprogramm Meinungsverschiedenheiten zwischen beide Staaten zutage; so trug China bspw. UN-Sanktionen gegen Nordkorea mit. 
Die Volksrepublik China ist der nahezu einzige Handelspartner Nordkoreas und der Güteraustausch an der Grenze zwischen China und Nordkorea ist für das Land überlebenswichtig. Aufgrund im Land herrschender Unterdrückung haben zahlreiche nordkoreanische Flüchtlinge versucht, heimlich die Grenze zu China zu überqueren, um sich ins Ausland abzusetzen. Die Volksrepublik China hat ein Auslieferungsabkommen mit Nordkorea und schickt aufgegriffene Flüchtlinge aus dem Land nach Nordkorea zurück. Als oberste Priorität für China gilt die Verhinderung einer Destabilisierung seiner Grenzregion, weshalb auch das totalitäre und isolierte Kim-Regime toleriert wird.

## Geschichte

### Vorgeschichte und Koreakrieg

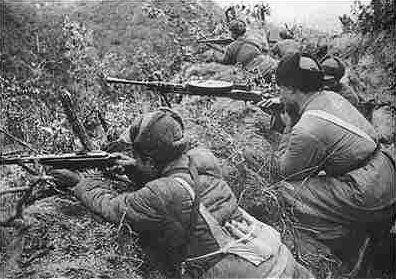
Chinesische Soldaten im Koreakrieg (1952)

Beide Länder sind durch enge historische Beziehungen verbunden, die vom prähistorischen Erstkontakt von vor 2300 Jahren bis in die heutige Zeit reichen. Das koreanische Reich Goguryeo war des Öfteren in militärische Konflikte mit chinesischen Dynastien verwickelt, zuletzt in den 660ern mit der Tang-Dynastie. Die Song-Dynastie unterhielte enge Beziehungen mit der Goryeo-Dynastie Koreas und es kam zum regen kulturellen und diplomatischen Austausch zwischen den beiden Staaten, trotz der Trennung durch das Meer. Die Ming-Dynastie unterhielte ebenfalls Handels- und diplomatische Beziehungen mit Goryeo bzw. der Joseon-Dynastie.
1592 überfiel Japan unter Toyotomi Hideyoshi Joseon Korea und der Imjin-Krieg brach aus. Die verbündete Ming-Dynastie entsandte Truppen, um die koreanische Joseon-Dynastie zu unterstützen. Die Japaner mussten sich schließlich 1598 besiegt aus Korea zurückziehen. Im Gegenzug unterstützte Joseon die Ming-Dynastie gegen die Invasion Chinas durch die Mandschu.
Trotz dessen fiel die Ming-Dynastie an die Invasoren und es entstand die Qing-Dynastie, mit der Joseon allgemein unfreundliche Beziehungen hegte. Joseon entrichtete einen Tribut an den Kaiser von China, welches für sogenannte „Barbaren“ eine Vorbedingung für die Aufrechterhaltung diplomatischer Beziehungen mit dem Kaiserreich China gewesen ist. Der Vertrag von Shimonoseki 1895 stipulierte die zwangsweise Beendigung der traditionellen Beziehungen. Stattdessen wurden diplomatische Beziehungen nach dem westfälischen Modell eingerichtet. 1910 wurde Korea von Japan annektiert und blieb bis zum Ende des Zweiten Weltkriegs unter japanischer Besatzung.
1910 wurde Korea durch Japan annektiert und gelangte unter japanische Besatzung. Die Republik China erkannte eine koreanische Exilregierung am 13. April 1919 an, welches im Exil in Shanghai gegründet wurde. Der Sieg der Kommunistischen Partei Chinas im Chinesischen Bürgerkrieg und die Niederlage Japans im Zweiten Weltkrieg veränderte die Situation in Korea. Nach dem Zweiten Weltkrieg wurde die nördliche Hälfte Koreas 1945 unter sowjetische Verwaltung gestellt, welche einen kommunistischen Marionettenstaat etablierten, die Demokratische Volksrepublik Korea. Die Volksrepublik China erkannte die Demokratische Volksrepublik Korea am 6. Oktober 1949 diplomatisch als einzige legitime Regierung Koreas an. Im Mai 1950 besuchte Nordkoreas Staatschef Kim Il Sung heimlich Peking, um den Vorsitzenden der Kommunistischen Partei Chinas, Mao Zedong, über seine Kriegspläne zu informieren. Im April 1950 erteilte Josef Stalin seinem Verbündeten Kim die Erlaubnis, in den Süden einzumarschieren unter der Bedingung, dass Mao sich bereit erklärte, im Bedarfsfall Verstärkung zu schicken. Stalin wollte dabei einen direkten Konflikt mit den USA vermeiden, die mit dem Süden verbündet waren. Nachdem von den USA angeführte UN-Truppen in einem Gegenangriff in Richtung der chinesisch-koreanischen Grenze vorgestoßen waren, entsendete Maos China drei Millionen Soldaten zur Unterstützung des Nordens, um das Entstehen eines proamerikanischen Staats an seiner Grenze zu verhindern. China entsandte nicht nur die Truppen nach Korea, sondern nahm auch nordkoreanische Flüchtlinge und Studenten auf und leistete während des Krieges Wirtschaftshilfe. Nach drei Jahren endete der Krieg mit einem Waffenstillstandsabkommen nahe der ursprünglichen Grenze zwischen dem Norden und dem Süden. Bis dahin hatte der Krieg Millionen Koreanern und knapp 150.000 Chinesen das Leben gekostet und die Infrastruktur Nordkoreas völlig zerstört.

### Kalter Krieg

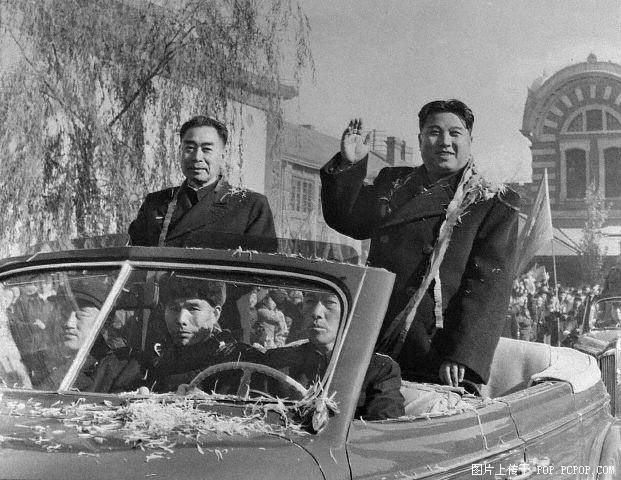
Zhou Enlai und Kim Il-sung in Peking (1958)

Nach der Unterzeichnung des Waffenstillstands 1953 leistete China zusammen mit den Mitgliedern des Ostblocks unter Führung der Sowjetunion umfangreiche Wirtschaftshilfe für Pjöngjang, um den Wiederaufbau und die wirtschaftliche Entwicklung Nordkoreas zu unterstützen. Nach dem Krieg stationierte China noch fünf Jahre lang 300.000 Soldaten in Nordkorea. Der chinesische Verteidigungsminister und Kommandeur der chinesischen Streitkräfte in Korea, Peng Dehuai, drängte Mao, Kim zu entmachten, wurde aber nach seiner Kritik am Großen Sprung nach vorn ins Abseits gestellt. 1956 versuchten schließlich China-freundliche Kräfte in Nordkorea, die als Yan'an-Fraktion bekannt waren, mit Unterstützung Chinas und der Sowjetunion Kim Il Sung zu entmachten, scheiterten jedoch. Dieses Ereignis befeuerte Kims Paranoia und er ließ Säuberung gegen prosowjetische und prochinesische Kräfte innerhalb der Partei der Arbeit Koreas durchführen, was die Entstehung eines isolierten nordkoreanischen Kommunismus und die Verstärkung des stalinistischen Personenkults begünstigte. Kim ging auch gegen den chinesischen kulturellen Einfluss in Nordkorea vor, z. B. durch das Verbot chinesischer Schriftzeichen und die offizielle Propaganda begann den großen Beitrag der Chinesen zum Überleben Nordkoreas im Koreakrieg zu verschweigen.

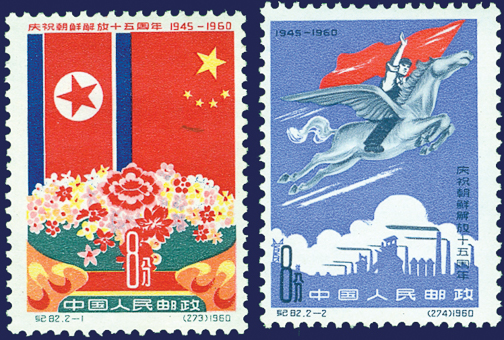
Gemeinsame Briefmarke von 1960

Nach dem Beginn des chinesisch-sowjetischen Zerwürfnisses ab dem Ende der 1950er Jahre versuchte Nordkorea die beiden Mächte gegeneinander auszuspielen, um Konzessionen zu erhalten. Wenige Tage nachdem Nordkorea mit den Sowjets ein Freundschaftsabkommen geschlossen hatte, unterzeichnete es 1961 mit China das Abkommen über Freundschaft, Zusammenarbeit und gegenseitigen Beistand, der als Verteidigungspakt die gegenseitige militärische Unterstützung im Falle eines Angriffs eines Drittstaats vereinbarte. Im Laufe der 1960er Jahre gerieten die Beziehungen der beiden Länder allerdings unter Druck. Die Arbeiterpartei Koreas kritisierte die Kulturrevolution und bezeichnete Mao Zedong als „einen alten Narren, der den Verstand verloren hat“. China rief im Oktober 1966 seinen Botschafter aus Pjöngjang zurück, und die Rote Garde warf Nordkorea Revisionismus vor. Die Spannungen zwischen der chinesischen Roten Garde und Nordkorea führten 1969 zu einigen bewaffneten Zusammenstößen, bei denen ethnische Koreaner in Yanbian von der Roten Garde massakriert wurden. 1970 reiste Zhou Enlai nach Nordkorea und entschuldigte sich, die Beziehungen erholten sich danach aber nicht mehr vollständig.
Unter Deng Xiaoping wurde in den 1970er Jahren die Reform- und Öffnungspolitik begonnen, eine vergleichbare Politik erfolgte allerdings nicht in Nordkorea. China begann unter Deng zunehmend die Teilung Koreas zu akzeptieren und kritisierte die Machtübergabe von Kim Il-sung an seinen Sohn Kim Jong-un als „Überbleibsel des Feudalismus“. Durch die Annäherung Chinas an den Westen und an Südkorea begannen sich beide Staaten in den 1980er Jahren zunehmend auseinander zu entwickeln.

### Nach 1990
Im Jahre 1992 nahm die Volksrepublik diplomatische Beziehungen zum wirtschaftlich aufstrebenden Südkorea auf, was von Nordkorea als Verrat aufgefasst wurde und das Bündnis zwischen beiden Staaten effektiv beendete. Nach dem Zerfall der Sowjetunion geriet die nordkoreanische Planwirtschaft in eine Krise und eine schwere Hungersnot brach im Land in den 1990er Jahren aus. In der Zeit der schweren Nahrungsmittelknappheit zwischen 1996 und 1998 stellte Peking Nordkorea Nahrungsmittelhilfen zur Verfügung und gewährte vergünstigte Treibstofflieferungen, auch da es eine Flüchtlingskrise an seiner Grenze verhindern wollte. Die prekäre Lage der 1990er veranlasste die nordkoreanische Führung dazu, ihr Atomprogramm zu intensivierten, um das Überleben des Regimes zu sichern. Dies löste international und in China große Besorgnis aus. Ab 2003 war China Teil der Sechs-Parteien-Gespräche, ⁣⁣um eine Lösung für das Problem zu finden. 2006 stimmte China der Resolution 1718 des UN-Sicherheitsrates zu, mit der Sanktionen gegen Nordkorea verabschiedet wurden. Die Beziehungen beider Länder waren daraufhin nur wenig vertrauensvoll, auch wenn weiterhin diplomatischer Austausch stattfand. Im August 2012 traf Jang Song-thaek, der Onkel von Kim Jong-un, in Peking mit Hu Jintao, dem Generalsekretär der Kommunistischen Partei Chinas, zusammen. Es wurde berichtet, dass Jang Hu Jintao während des Treffens mitteilte, er wolle Kim Jong-un durch seinen Bruder Kim Jong-nam ersetzen. Das Treffen soll von Zhou Yongkang, einem chinesischen Parteifunktionär, aufgezeichnet worden sein, der Kim Jong-un über den Plan informierte. Im Dezember 2013 wurde Jang wegen Hochverrats hingerichtet, während gegen Zhou im Juli 2014 öffentlich wegen Korruption und anderer Straftaten ermittelt wurde und er im Dezember 2014 verhaftet wurde. Diese Ereignisse sollen den Beginn des Misstrauens von Kim Jong-un gegenüber China markiert haben, da das Land ihn nicht über ein Komplott gegen seine Herrschaft informiert hatte, während China es Kim übel nahm, dass er seinen vertrauten Mittelsmann hingerichtet hatte. 

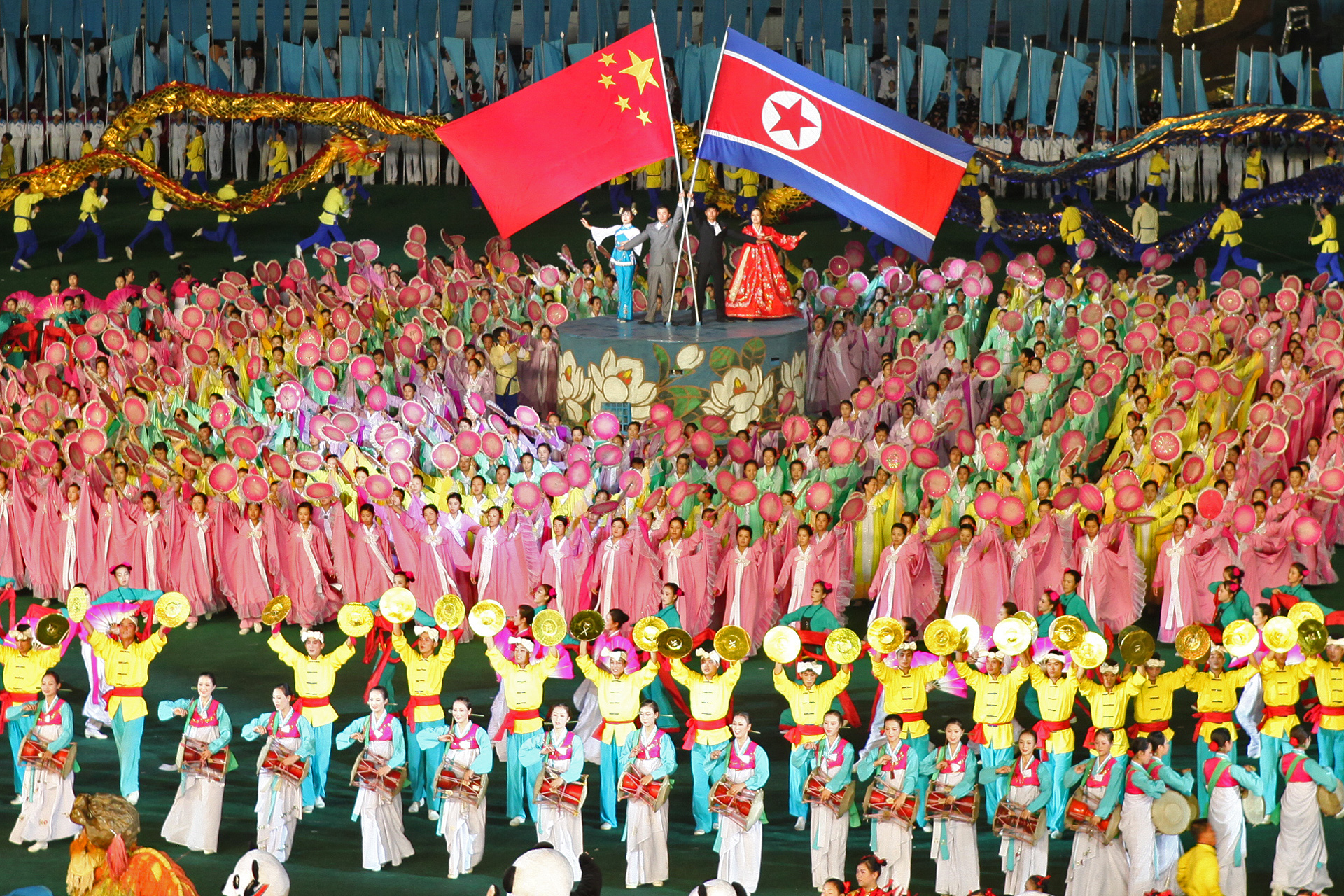
Massenparade zur Feier der chinesisch-nordkoreanischen Freundschaft in Pjöngjang (2010)

Nordkorea begann chinesische Fischerboote zu entführten und Lösegeld für die Freilassung der Insassen zu verlangen, was zu einem Tiefpunkt in den bilateralen Beziehungen führte. Nach erneuten Atomtests verhängten die Vereinigten Staaten und China im Rahmen der Vereinten Nationen am 24. Februar 2016 neue Sanktionen gegen das nordkoreanische Regime. Eine Verschärfung der Sanktionen erfolgte 2017 und China stellte seine Kohleimporte aus Nordkorea ein, welche eine wichtige Einnahmequelle für Nordkorea gewesen waren. Dies führte zu wütenden Attacken nordkoreanischer Staatsmedien gegenüber der Volksrepublik China. Auch die Ermordung von Kim Jong-nam in Malaysia im selben Jahr, welcher China nahestand, sorgte für Irritationen in China, das den Wert enger Beziehungen zu Nordkorea zunehmend infrage stellte.
Im März 2018 traf der nordkoreanische Staatschef Kim Jong Un in Peking mit dem chinesischen Staatschef Xi Jinping zusammen, womit eine Wiederannäherung beider Länder eingeleitet wurde. Im Gegenzug wurde Xi im Juni 2019 zu einem zweitägigen Staatsbesuch in Pjöngjang empfangen, dem ersten seit dem Besuch eines chinesischen Staatschefs seit 2006. Im Juli 2019 gehörte Nordkorea zu den 50 Ländern, die einen Brief unterzeichneten, in dem sie die Internierung der Uighuren in Xinjiang verteidigten und „Chinas bemerkenswerte Leistungen im Bereich der Menschenrechte in Xinjiang“ lobten. Nordkorea unterstützte auch die Niederschlagung der Proteste in Hongkong 2019/2020 und sprach sich gegen „ausländische Intervention“ aus. Im Gegenzug lobte Xi im Oktober 2020 die „bemerkenswerten Errungenschaften des Kim-Regimes beim Aufbau (…) des Sozialismus“ und die „starke Führung“ von Kim Jong-un. Insbesondere die verschlechterten Beziehungen Chinas zu den USA haben den „Wert“ Nordkoreas als „Druckmittel“ gegenüber den USA wieder ansteigen lassen, was die diplomatische Wende erklärt.
Die COVID-19-Pandemie sorgte ab 2020 für eine Schließung der Grenze zwischen beiden Ländern. Die totale Isolation Nordkoreas in der Pandemie und die Unterbrechung des Handels sorgte für eine schwere wirtschaftliche Krise in Nordkorea. Die Grenze wurde schließlich im März 2023 wieder für Personen geöffnet. Als erster hochrangiger chinesischer Parteifunktionär besuchte Li Hongzhong im Juli 2023 Nordkorea, wo er im Rahmen der jährlichen Militärparade auf Kim und den russischen Verteidigungsminister Sergei Schoigu traf.

## Wirtschaftsbeziehungen

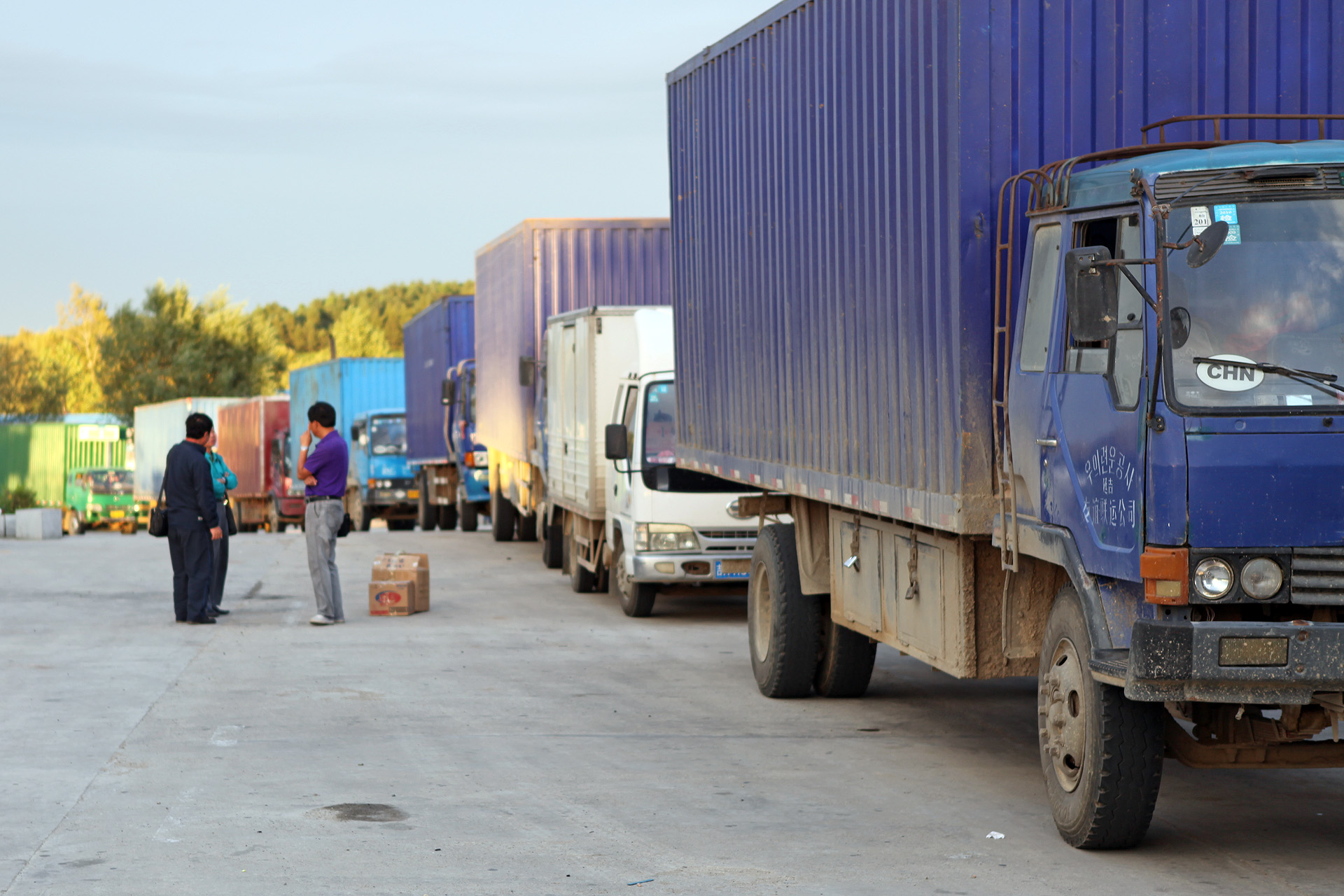
Stau an der chinesisch-nordkoreanischen Grenze (2011)

China ist quasi der einzige Wirtschaftspartner Nordkoreas und für 80 bis 90 Prozent des Außenhandels des Landes verantwortlich. Zwischen 2000 und 2015 hat sich der Handel zwischen den beiden Ländern mehr als verzehnfacht und erreichte 2014 einen Spitzenwert von 6,86 Mrd. US-Dollar. China ist ein wichtiger Investor in Nordkoreas Bergbau- und Metallurgieindustrie, einschließlich Stahl und Eisen, Kupfer, Kohle und seltene Erden. Der Handel zwischen der VR China und Nordkorea ist auch eine wichtige Einnahmequelle für die Provinzen Jilin und Liaoning. Im Gegenzug ist Nordkorea bei der Einfuhr von Lebensmitteln und Brennstoffen von China abhängig, insbesondere seit dem Ende der südkoreanischen Sonnenscheinpolitik im Jahr 2008.
Im Februar 2017 beschränkte China alle Kohleeinfuhren aus Nordkorea bis 2018. Im Jahr 2016 waren Kohlebriketts das größte einzelne Exportgut Nordkoreas, das 46 % des Handels mit China ausmachte. China erklärte, dies stehe im Einklang mit den UN-Sanktionen gegen Nordkorea, aber es wird spekuliert, dass dies aufgrund einer Reihe von Ereignissen geschah, darunter Atomtests, die mutmaßliche Ermordung von Kim Jong-nam, dem Bruder von Machthaber Kim Jong Un, und der Druck auf China durch den Rest der Welt und insbesondere die Vereinigten Staaten. Der offizielle Handel zwischen beiden Ländern brach daraufhin ein.
Im Juli 2019 berichtete die Washington Post, dass Huawei Nordkorea „heimlich geholfen“ hat, ein kommerzielles Mobilfunknetz aufzubauen und zu unterhalten. Die Vereinigten Staaten haben gegen zahlreiche chinesische Unternehmen Sanktionen verhängt, weil sie gegen die Sanktionen gegen Nordkorea verstoßen und möglicherweise dessen Atomprogramm unterstützt haben.

## Grenze zwischen China und Nordkorea

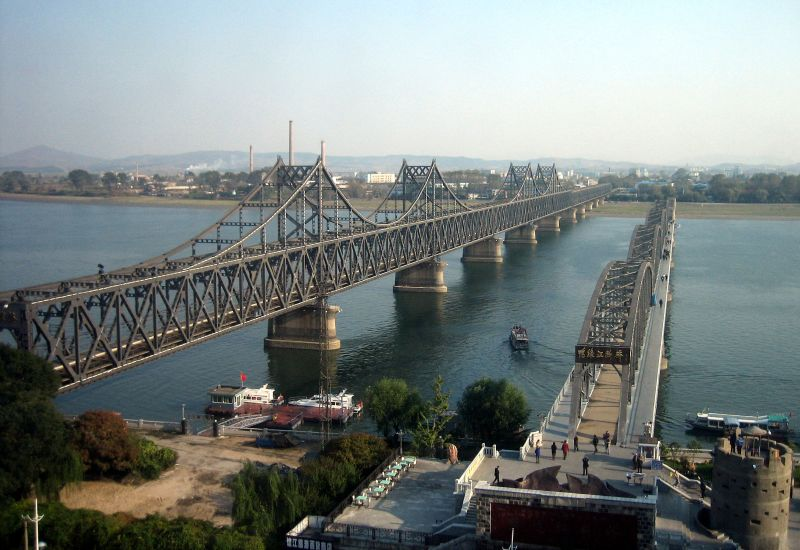
Chinesisch-koreanische Freundschaftsbrücke

China und Nordkorea teilen eine 1416 km lange Landgrenze, die fast vollständig dem Verlauf der Flüsse Yalu und Tumen entspricht. Die beiden Länder unterzeichneten 1962 einen Grenzvertrag, um ihre nicht demarkierte Landgrenze zu regeln. China erhielt 40 % des umstrittenen Kratersees auf dem Paektu-Berg (in China als Changbai-Berg bekannt), während Nordkorea das restliche Land erhielt. Es gibt eine Reihe von Verkehrsverbindungen zwischen China und Nordkorea. Ein Großteil des Außenhandels von Nordkorea wird über den Hafen von Dandong abgewickelt und gelangt über die chinesisch-koreanische Freundschaftsbrücke. Es ist bekannt, dass der chinesische Mobilfunkdienst bis zu 10 km in koreanisches Gebiet hineinreicht, was zur Entwicklung eines Schwarzmarktes für chinesische Mobiltelefone in den Grenzregionen geführt hat. Auslandsgespräche sind in Nordkorea strengstens verboten, und wer dagegen verstößt, begibt sich in erhebliche Gefahr, wenn er solche Telefone erwirbt.

### Flüchtlingsproblematik
In den 1950er und 1960er Jahren überquerten viele ethnische Koreaner im Nordosten Chinas die Grenze nach Nordkorea, um der wirtschaftlichen Not und Hungersnot in China zu entkommen. Ab den 1990er Jahren hat sich der Flüchtlingsstrom umgekehrt, und eine beträchtliche Zahl von Nordkoreanern ist nach China geflohen. Nordkorea verbietet seinen Staatsbürgern die Ausreise, was diese zu einer schweren Straftat macht. Die Volksrepublik China erkennt Flüchtlinge aus Nordkorea nicht als politisch Verfolgte im Sinne der UN-Flüchtlingskonvention an, sondern behandelt diese als Wirtschaftsflüchtlinge. Seit einem Abkommen mit Nordkorea von 1986 stuft China nordkoreanische Überläufer als illegale Grenzgänger bzw. Kriminelle ein und zwingt sie, nach Nordkorea zurückzukehren. Die Spannungen im Zusammenhang mit Migranten, die die chinesisch-nordkoreanische Grenze überqueren, flammten 2002 mit einer Reihe von Vorfällen auf, bei denen nordkoreanische Überläufer spanische, japanische, deutsche, amerikanische, kanadische und südkoreanische Konsulate in der chinesischen Stadt Shenyang und Botschaften in der Hauptstadt Peking erreichten. Vorfälle, bei denen chinesische Staatsorgane Überläufer, die um Asyl nachsuchten, physisch von den Stufen japanischer und südkoreanischer Konsulate zerrten, fanden in den internationalen Medien große Beachtung und führten zu diplomatischen Verstimmungen zwischen den beteiligten Ländern. In einem solchen Fall wurden ein Vater und sein 13-jähriger Sohn getrennt, als die chinesische Polizei eine Menschenmauer aus südkoreanischen Diplomaten durchstieß, um die nordkoreanischen Migranten zu ergreifen, was mit der Festnahme des Vaters und der erfolgreichen Flucht des Sohnes in die südkoreanische Botschaft in Peking endete. In den meisten Fällen werden Überläufer von chinesischen Kräften in Gewahrsam genommen, um nach Nordkorea zurückgeführt zu werden, wo Flüchtlinge in Arbeitslagern inhaftiert werden.